# Real Betis Balompié 2008-2009
Questa pagina raccoglie i dati riguardanti il Real Betis Balompié nelle competizioni ufficiali della stagione 2008-2009.

## Stagione
Il Real Betis finisce al diciottesimo posto in classifica.
In Coppa del Rey arriva ai quarti di finale.

## Maglie e sponsor
- Kappa (azienda)

## Rosa
| N. |                       | Ruolo | Calciatore            |
| -- | --------------------- | ----- | --------------------- |
| 1  | Portogallo (bandiera) | P     | Ricardo               |
|    | Spagna (bandiera)     | C     | Canas                 |
|    | Spagna (bandiera)     | C     | Fabián Monzón         |
| 4  | Spagna (bandiera)     | D     | Juanito               |
| 5  | Spagna (bandiera)     | D     | David Rivas           |
| 7  | Spagna (bandiera)     | A     | Rivera                |
| 8  | Spagna (bandiera)     | C     | Arzu                  |
| 10 | Spagna (bandiera)     | C     | Fernando Vega         |
| 11 | Brasile (bandiera)    | D     | Willian Lanes de Lima |
| 12 | Turchia (bandiera)    | C     | Mehmet Aurélio        |
| 13 | Spagna (bandiera)     | P     | Casto Espinosa        |
| 14 | Spagna (bandiera)     | C     | Capi                  |
| 17 | Camerun (bandiera)    | A     | Achille Emana         |

| N. |                       | Ruolo | Calciatore                  |
| -- | --------------------- | ----- | --------------------------- |
| 22 | Argentina (bandiera)  | A     | Mariano Pavone              |
| 24 | Brasile (bandiera)    | A     | Edú                         |
| 25 | Spagna (bandiera)     | C     | Damià Abella                |
| 26 | Spagna (bandiera)     | C     | Juande                      |
| 27 | Spagna (bandiera)     | D     | Melli                       |
| 28 | Spagna (bandiera)     | A     | Francisco Javier Muñoz      |
|    | Slovenia (bandiera)   | D     | Branko Ilič                 |
|    | Portogallo (bandiera) | D     | Nélson Augusto Tomar Marcos |
|    | Croazia (bandiera)    | C     | Marko Babić                 |
|    | Cile (bandiera)       | C     | Mark González               |
|    | Spagna (bandiera)     | A     | José Mari                   |
|    | Germania (bandiera)   | C     | David Odonkor               |
|    | Spagna (bandiera)     | A     | Sergio García de la Fuente  |